# Prapreče (Vransko, Slovenija)
Prapreče je naselje u slovenskoj Općini Vranskom. Prapreče se nalazi u pokrajini Štajerskoj i statističkoj regiji Savinjskoj. 

## Stanovništvo
Prema popisu stanovništva iz 2002. godine naselje je imalo 142 stanovnika.